# Torre vigía de Piles

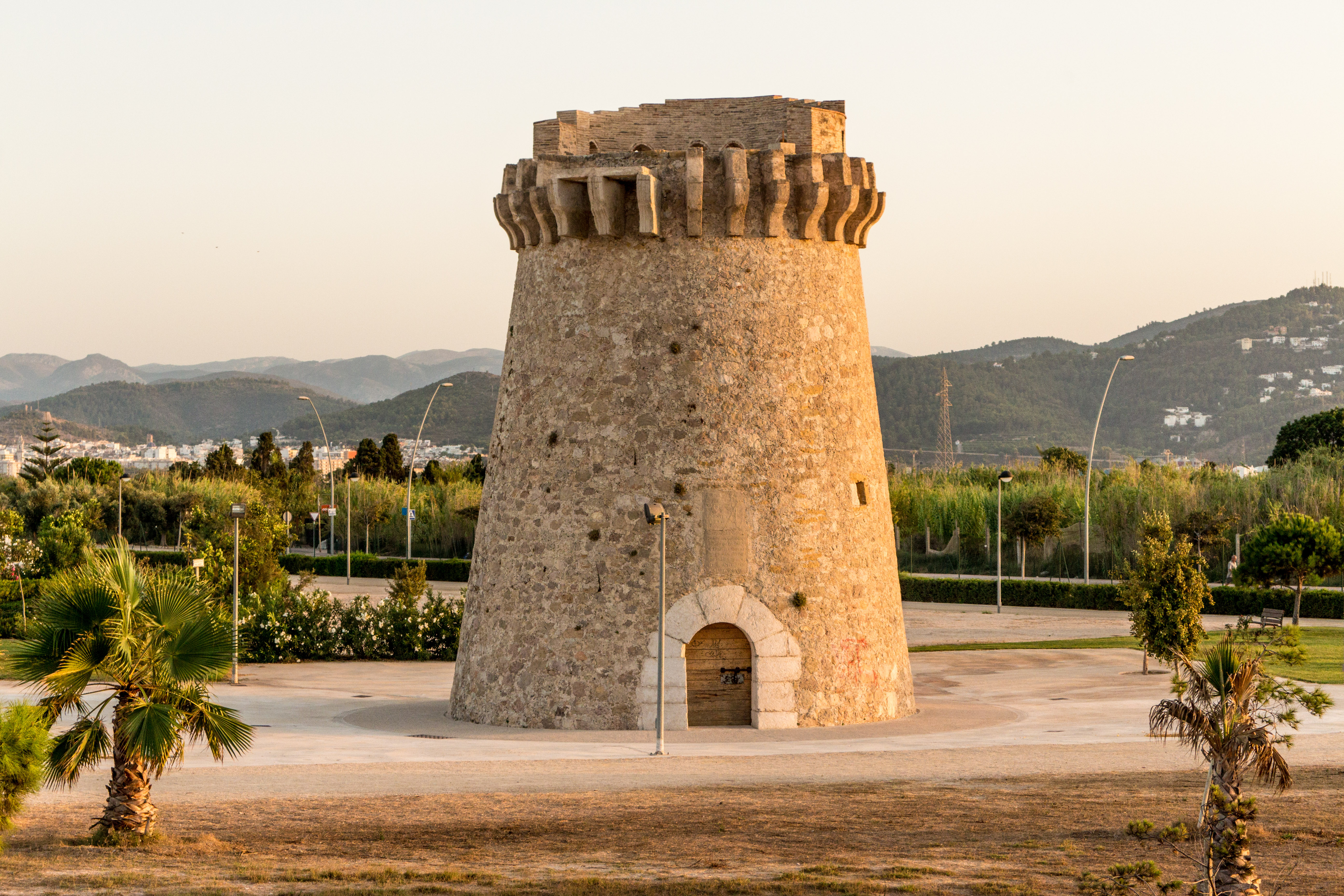
Vista de la torre vigía de Piles

La torre vigía de Piles es una torre defensiva de vigilancia costera situada en la playa del término municipal de Piles (Valencia).
Es bien de interés cultural con registro ministerial número R-I-51-0010911 de 24 de octubre de 2002.

## Descripción
Tiene un diámetro de diez metros y una altura de trece. El espesor de los muros es de 2,80 metros en la base y 1,60 en la parte alta. Tiene dos planta y terraza. La planta baja se utilizaba como caballeriza. La planta alta contaba con un hogar con chimenea y hacía de vivienda. A la terraza se accedía por una escalera de caracol.
Es de forma troncocónica, coronada por un matacán corrido apoyado en 28 ménsulas. Este matacán pudo deberse a la necesidad de ampliar la plataforma superior de las torres, de forma que se pudiera utilizar piezas de artillería que tuviesen necesidad de espacio para el retroceso.

## Historia
En 1532 algunas naves del rey de Argel atacaron Piles. En 1571 la población morisca del lugar intentó huir. Estos hechos llevaron a que en 1575 Felipe II encargara a Vespasiano Gonzaga y Colonna, virrey de Valencia, un estudio para la defensa del litoral. Este llevó a la edificación en 1577 de la Torre vigía de Piles.
Durante los siglos XVI y XVII tenía asignada una dotación de cuatro hombres, dos a pie y dos a caballo, que se iban rotando. En el XVIII disminuyó la amenaza de la piratería, por lo que la torre quedó abandonada hasta 1830, cuando se asignó al Cuerpo de Carabineros para la vigilancia fiscal de la costa y la persecución del contrabando. Como la torre pasó a ser también la vivienda del jefe del puesto, se efectuaron ligeras modificaciones en su interior, como la adición de un altillo con vigas de madera en la planta baja que se utilizaba como dormitorio, o la conversión de los pesebres en alacenas y armarios. En 1940 el Cuerpo de Carabineros fue fusionado con la Guardia Civil, desalojándose el edificio.
En 1986 fue restaurada.